# キューティーハニー (パチスロ)
『キューティーハニー』は、エレコが2006年に発売した5号機のパチスロ機。永井豪の漫画作品『キューティーハニー』とのタイアップ機である。

## 概要

### 基本仕様
5号機の特徴である「一度に2つのフラグが重複して成立させられる」規格（重複フラグ）を利用している。左リール中段にチェリーが出現するとボーナスが確定するほか、それ以外に左リール中段にベルが停止する2枚役の約1/13や中段スイカ揃い時の約1/10など、小役成立時にボーナスが成立する可能性がある。
有効ラインは実際には中段の1ラインのみであるが、リール制御により通常時は見た目5ライン機と同じような挙動を示す。ただし「上段リプレイ揃い」や「下段ベル揃い」など、見た目小役が揃っているように見えながら実際には小役が成立していない（メダル払い出しがない）場合が稀に発生し、その場合はボーナス確定となる。ボーナスはビッグボーナスのみで、レギュラーボーナスはない。

### ボーナス・RT
ビッグボーナスは441枚以上の払い出し（約310枚獲得）で終了し、その後はもれなくリプレイタイムである「キューティーゲーム」に突入する。
RT1ゲームあたりの期待純増枚数は約0.5枚。終了条件はボーナス成立か500ゲーム消化、あるいは2枚役入賞時。2枚役の抽選確率は1/128で、ボーナス成立の場合は実質的な連チャン継続となり、大量獲得の可能性が生まれる。
2枚役成立時には、その入賞を回避するリプパンはずしが可能。手順としては、特定の演出発生時に逆押しで右・中リールを停止、特定出目が停止した場合は2枚役成立の可能性があるため、左リールを空回しで自動停止させる、というもの。ただし、以下の問題点があることから攻略法としては実用的ではない。
- 空回しが必要なため、プレイの時間効率が著しく下がる[独自研究?]。
- 2枚役成立時の演出発生率がそもそも低く、大半は手順を踏む準備すら出来ずそのままパンクしてしまう。この点から、実際にパンクを回避できるのは2枚役成立時の1/13程度という低い頻度でしかない。また、単なるハズレの場合にも特定演出と特定出目は出現するため、仮に手順通り実践できたとしても実際にパンク回避の成功なのかを察知することは事実上不可能となっている。[独自研究?]

### その他の機能
アルゼ系パチスロ特有のリール窓の周囲一面の液晶画面（アルゼディスプレイ）の中では、キューティーハニーのアニメキャラクターが所狭しと暴れ回る演出が行われ、ビッグボーナス中は新録された「キューティーハニーのテーマ」とともにアニメーションで盛り上げる。またビッグボーナス終了後に画面にQRコードが現れると、特製のハニーグッズ（携帯電話用の待ち受け画面、着声など）を手に入れることが出来るという新たな試みも盛り込まれている。
2007年には派生機種として「スーパーキューティーハニー」が発売されているが、キューティーゲームの継続ゲーム数が最大999ゲームとなっている以外は仕様上の変更点はない。

## 音楽CD
- CRキューティーハニー（パチスロ） オリジナルサントラCD